# Амонвил
Амонвил (фр. Hamonville) насеље је и општина у североисточној Француској у региону Лорена, у департману Мерт и Мозел која припада префектури Тул.
По подацима из 2011. године у општини је живело 97 становника, а густина насељености је износила 14,56 становника/km². Општина се простире на површини од 6,66 km². Налази се на средњој надморској висини од 248 метара (максималној 267 m, а минималној 234 m).

## Демографија
| 1962. | 1968. | 1975. | 1982. | 1990. | 1999. | 2011. |
| ----- | ----- | ----- | ----- | ----- | ----- | ----- |
| 53    | 54    | 55    | 64    | 132   | 122   | 97    |

График промене броја становника у току последњих година